# Euplecte de Zanzibar
Euplectes nigroventris
Espèce
Statut de conservation UICN

 LC  : Préoccupation mineure
L'Euplecte de Zanzibar (Euplectes nigroventris) est une espèce de passereaux appartenant à la famille des Ploceidae.